# Matías Defederico
Matías Adrián Defederico (Mataderos, Buenos Aires, Argentina, 23 de agosto de 1988) es un exfutbolista argentino que jugaba como delantero.
Estuvo casado con Cinthia Fernández junto con la cual tuvieron tres hijas, Charis y Bella (gemelas) y Francesca Defederico.

## Trayectoria

### Huracán
Defederico es un delantero surgido de las divisiones inferiores del Club Atlético Huracán de Argentina. Formó parte del plantel que logró el retorno a la máxima categoría en 2007 tras vencer a Godoy Cruz de Mendoza por la Promoción. Su debut se dio en aquel mismo torneo cuando Huracán completó los 6 minutos que restaban de un partido suspendido por falta de iluminación ante Tiro Federal de Rosario el 6 de marzo de 2007. Aquel partido se jugó en dos tiempos de tres minutos: Huracán recibió un gol en el segundo tiempo, y al minuto Matías Defederico marcó el tanto del empate justamente el día de su debut con la camiseta del Globo y en aquel curioso encuentro. 
Luego jugó en el equipo en Primera División, haciendo su presentación en el Apertura 2007 en el empate como local 0-0 ante Tigre, jugado el 18 de agosto. De allí en más alternaría entre la reserva y el primer equipo hasta la llegada de Ángel Cappa que le daría confianza y la titularidad a partir de la última fecha del Apertura 2008, donde Defederico marcó su primer gol en primera para abrir el marcador ante Vélez Sarsfield en la victoria de Huracán por 3-0 como local. Al igual que Javier Pastore se transformaría en uno de los máximos exponentes del estilo de juego vistoso y efectivo que Cappa impuso al club hasta llevarlo a los primeros planos del fútbol argentino. Fue subcampeón en el Torneo Clausura 2009.

### Corinthians
A mediados de 2009 firmó un contrato para jugar en el Corinthians brasilero junto a grandes estrellas como Ronaldo y Roberto Carlos. Su pase costó US$ 4.500.000. Como no tuvo demasiado rodaje en Brasil, Defederico regresó a su país para adquirir mayor continuidad.

### Independiente
Finalmente el 30 de diciembre de 2010 arregló con su nuevo club, y del cual manifestó ser hincha, el Club Atlético Independiente llegando a préstamo por 1 año sin opción de compra. Tras 6 meses llenos de gloria individual, a pesar de arrastrar varias lesiones que no le permitieron sumar muchos minutos, Independiente analiza rescindir su préstamo 6 meses antes de lo estipulado, si es que algún otro club solicitaba los servicios del jugador. Colo-Colo estuvo interesado en su contratación, pero las negociaciones luego se enfriaron ya que Defederico sería tenido en cuenta el técnico de Independiente Antonio Mohamed para afrontar un semestre cargado de copas internacionales por jugar.
El 20 de marzo de 2012 el entrenador Cristian Díaz decidió sacar del plantel titular a 6 jugadores y bajarlos al equipo de Reserva, entre ellos Defederico, argumentando en su caso que "A Matías le comuniqué que tiene otros por delante, lo que no quita que si lo necesito pueda requerirlo". Con respecto a la deuda que Independiente mantuvo con él, expresó "Ellos me dijeron que iban a tratar de saldarla y no cumplieron; seguramente, ahora apretaré un poco más de lo normal" y que "me deben casi todo el año pasado, y un poco el sueldo de este año, no cumplieron ninguna de las dos cosas."
El 4 de abril de 2012 Defederico se lesiona gravemente en los ligamentos cruzados de la rodilla izquierda, y aunque su préstamo con Independiente vencía el 30 de junio, el tiempo de recuperación estaba estimado en 6 meses por lo que Independiente debía seguir pagándole el sueldo y su recuperación a pesar de estar fuera de contrato.
A los pocos años de tener que irse del club decidió embargarlo por una deuda ganándose el odio de todos los hinchas de Independiente.

### Vuelta a Huracán
No obstante, el 11 de julio de 2012, Defederico decide rescindir su contrato con Independiente, y se marcha a recuperarse en las instalaciones del Club Atlético Huracán. El 26 de noviembre de 2012 convierte su primer gol en su regreso a Huracán contra Crucero del Norte. En 15 partidos marcó 3 goles, lo que esperanzaba con que volviera al nivel que había tenido en 2009.
Renovó su contrato con Huracán para la temporada 2013/2014, donde formó parte del equipo que estuvo muy cerca de lograr el ascenso a la Primera División, luego de perder el desempate contra Independiente. Disputó 28 partidos y convirtió 4 goles para volver a tener continuidad después de su lesión. 
Desde 2012, en Huracán, Defederico marcó 7 goles en 43 partidos aunque luego decidiría emigrar debido a las propuestas económicas que surgieron.

### Al-Dhafra
En agosto de 2014 se fue al Al-Dhafra de Dubái en una operación de 9.000.000 £ . No logró adaptarse en lo futbolístico ni en lo social ya que la cultura oriental es totalmente distinta a la occidental, y el delantero y su familia nunca pudieron aclimatarse. Junto a su esposa sufrió diferentes episodios problemáticos al no haber contraído matrimonio en un país donde es mal visto tener hijos sin estar casados. En noviembre del mismo año le fue rescindido su contrato con el club.

### Nueva Chicago
A principio de 2015, luego de rescindir contrato con el club de Dubái, arregló su llegada a Nueva Chicago (que se encontraba en Primera División) para reforzar la delantera del equipo de cara al Campeonato de Primera División 2015. El delantero tendría la chance de volver a jugar en la máxima categoría del fútbol argentino luego de su paso por Independiente en 2012. Recién el día anterior a que comience el torneo llegó la habilitación proveniente de Dubái para que pudiese jugar oficialmente. Debutó el 16 de febrero en la derrota 3 a 1 frente a Belgrano de Córdoba por la primera fecha del campeonato e ingresando por José Ramírez.

### Eskişehirspor
Tras rescindir contrato con Nueva Chicago ficha por el Eskişehirspor de la Superliga de Turquía, rescindiendo a su vez con el equipo turco a fin de año (mitad de la temporada), sin presencia en el 11 titular y con el equipo en puestos de descenso.

### Universidad Católica
En la temporada 2017 es contratado por el Universidad Católica de la Serie A de Ecuador y es considerado uno de los mejores refuerzos para la temporada 2017.
Hizo 2 magníficas asistencias en la primera ronda de la copa sudamericana en la victoria 3 a 0 frente a  Petrolero.  Por la 4.ª fecha de la segunda etapa,  hizo un buen partido en la victoria frente a Barcelona en el Monumental 1 a 0, jugando su partido 24 del campeonato en lo que va de la temporada, siendo uno de los jugadores más regulares en todo el torneo nacional.
Regreso a las canchas después de una lesión en la victoria 3 a 1 frente a Emelec, siendo elegido la figura del partido, participando en ambos goles, asistiendo y como co-asistidor.
Ha sido esta la temporada que más minutos ha estado en la cancha en toda su carrera, con más de 2350 minutos en lo que va de la temporada
Jugo su partido 33 de la temporada, frente a Fuerza Amarilla, días antes al partido indicó que no renovará con la U, pese haber sido uno de los mejores durante lo largo de la temporada.

### Agropecuario
En 2019 firmó contrato con Agropecuario, jugó 12 partidos, no logró convertir goles y rescindió su contrato a fines de 2020 retirándose así del futbol profesional.

### San Sebastian
Despues de una larga negociación son simon, pudo sumarse al equipo Juniors de San Sebastian. El primer torneo tuvo pocas fechas, debito a que en el partido vs Boca Raton metio un derechazo inolvidable iniciando la tole tole que culminaría con el Fan de wanda gaston pegándole al arbitro y descalificando al equipo. Al siguiente año llego Osky y junto al gran chango llevaron al equipo a pelear un gran torneo y perderlo por una Roja en el Fair Play por culpa de un cordobes ignorante. Al siguiente año supo liderar al equipo en un apasionante torneo hasta las semifinal y los abandono por irse a jugar a un torneo a brasil al cual no figuro, ese año logro el record de perder 3 finales en un año. De ahi en mas fue todo para abajo. Hace unos meses se convirtió en un padre de familia y la banda lo extraña. 

## Selección nacional
Defederico formó parte de una Selección nacional formada por Diego Maradona sobre la base de los jugadores del ámbito local. Su debut se produjo el 20 de mayo de 2009 contra Panamá teniendo una actuación destacada ya que marcó el primer gol del 3-1 en el estadio de Colón de Santa Fe.
El 3 de febrero de 2011 Sergio Batista lo convocó para integrar un Seleccionado local con vistas a disputar un partido amistoso en marzo de ese año. Fue victoria 4 a 1 para Argentina sobre Venezuela en el partido de inauguración del Estadio San Juan del Bicentenario.

## Clubes
| Club                 | País           | Año        | Partidos | Goles |
| -------------------- | -------------- | ---------- | -------- | ----- |
| Huracán              | Argentina      | 2007-2009  | 41       | 16    |
| Independiente        | Argentina      | 2011 -2012 | 67       | 10    |
| Corinthians          | Brasil         | 2009-2010  | 6        | 1     |
| Huracán              | Argentina      | 2013       | 43       | 7     |
| Al-Dhafra            | EAU            | 2014       | 13       | 6     |
| Nueva Chicago        | Argentina      | 2015       | 11       | 6     |
| Eskişehirspor        | Turquía        | 2015       | 13       | 5     |
| Millonarios          | Colombia       | 2016       | 11       | 1     |
| Mumbai City FC       | India          | 2016       | 14       | 3     |
| Universidad Católica | Ecuador        | 2017       | 36       | 4     |
| Al-Kawkab FC         | Arabia Saudita | 2018       | 5        | 5     |
| Apollon Smyrnis      | Grecia         | 2018-2019  | 17       | 6     |
| Total                | Total          | Total      | 299      | 81    |

## Estadísticas
| Equipo                         | Div.                | Temporada           | Liga     | Liga  | Copas Nacionales | Copas Nacionales | Copas Internacionales | Copas Internacionales | Total    | Total |
| Equipo                         | Div.                | Temporada           | Partidos | Goles | Partidos         | Goles            | Partidos              | Goles                 | Partidos | Goles |
| ------------------------------ | ------------------- | ------------------- | -------- | ----- | ---------------- | ---------------- | --------------------- | --------------------- | -------- | ----- |
| Huracán Argentina              | 1.ª                 | 2006-07             | 0        | 0     | -                | -                | -                     | -                     | 0        | 0     |
| Huracán Argentina              | 1.ª                 | 2007-08             | 14       | 0     | -                | -                | -                     | -                     | 14       | 0     |
| Huracán Argentina              | 1.ª                 | 2008-09             | 21       | 6     | -                | -                | -                     | -                     | 21       | 6     |
| Huracán Argentina              | Total               | Total               | 35       | 6     | -                | -                | -                     | -                     | 35       | 6     |
| Corinthians · Brasil           | 1.ª                 | 2009                | 12       | 2     | -                | -                | -                     | -                     | 12       | 2     |
| Corinthians · Brasil           | 1.ª                 | 2010                | 18       | 1     | 5                | 0                | 1                     | 0                     | 24       | 1     |
| Corinthians · Brasil           | Total               | Total               | 30       | 3     | 5                | 0                | 1                     | 0                     | 36       | 3     |
| Independiente Argentina        | 1.ª                 | 2010-11             | 5        | 0     | -                | -                | 2                     | 0                     | 7        | 0     |
| Independiente Argentina        | 1.ª                 | 2011-12             | 17       | 1     | -                | -                | 7                     | 2                     | 24       | 3     |
| Independiente Argentina        | Total               | Total               | 22       | 1     | -                | -                | 9                     | 2                     | 31       | 3     |
| Huracán Argentina              | 2.ª                 | 2012-13             | 14       | 3     | -                | -                | -                     | -                     | 14       | 3     |
| Huracán Argentina              | 2.ª                 | 2013-14             | 28       | 4     | 1                | 0                | -                     | -                     | 29       | 4     |
| Huracán Argentina              | Total               | Total               | 42       | 7     | 1                | 0                | -                     | -                     | 43       | 7     |
| Total en Huracán               | Total en Huracán    | Total en Huracán    | 77       | 13    | 1                | 0                | -                     | -                     | 78       | 13    |
| Al-Dhafra · EAU                | 1.ª                 | 2014-15             | 3        | 0     | -                | -                | -                     | -                     | 3        | 0     |
| Al-Dhafra · EAU                | Total               | Total               | 3        | 0     | -                | -                | -                     | -                     | 3        | 0     |
| Nueva Chicago Argentina        | 1.ª                 | 2015                | 11       | 0     | -                | -                | -                     | -                     | 11       | 0     |
| Nueva Chicago Argentina        | Total               | Total               | 11       | 0     | -                | -                | -                     | -                     | 11       | 0     |
| Eskişehirspor Turquía          | 1.ª                 | 2015-16             | 8        | 0     | 3                | 0                | -                     | -                     | 11       | 0     |
| Eskişehirspor Turquía          | Total               | Total               | 11       | 0     | -                | -                | -                     | -                     | 11       | 0     |
| Universidad Católica · Ecuador |                     |                     |          |       |                  |                  |                       |                       |          |       |
| 1.ª                            | 2017                | 32                  | 4        | 4     | 0                | -                | -                     | 36                    | 4        |       |
| Total                          | Total               | 32                  | 4        | 4     | 0                | -                | -                     | 36                    | 4        |       |
| Total en su carrera            | Total en su carrera | Total en su carrera | 157      | 20    | 6                | 0                | 10                    | 2                     | 173      | 21    |

## Palmarés

### Campeonatos nacionales
| Título         | Club    | País      | Año       |
| -------------- | ------- | --------- | --------- |
| Copa Argentina | Huracán | Argentina | 2013-2014 |

| Título             | Club                 | País      | Año                    |
| ------------------ | -------------------- | --------- | ---------------------- |
| Copa Cofraternidad | Barrio San Sebastián | Argentina | Liga interocuntry 2024 |